# Спредли, Бенджамин
Бенджамин Спредли (англ. Benjamin Spradley, 18 января 1879, Вашингтон — ?) — американский боксёр, серебряный призёр летних Олимпийских игр 1904.
На Играх 1904 в Сент-Луисе Спредли соревновался только в среднем весе до 71,7 кг. В единственной встрече против Чарльза Майера он был нокаутирован в третьем раунде, но из-за отсутствия других спортсменов он занял второе место и получил серебряную медаль.